# L'Eco d'Italia
L'Eco d'Italia è un settimanale argentino in lingua italiana che si rivolge alla comunità italiana del Sud America.

## Storia
La rivista nacque a Montevideo in Uruguay su iniziativa dell'immigrato calabrese Gaetano Cario (1941 - 2005).
Il primo numero del quindicinale fu pubblicato il 1º ottobre del 1964 con una tiratura di 10 000 copie. Il quindicinale era a quel tempo l'unico organo di stampa della comunità italiana in Uruguay e divenne ben presto un settimanale.
Il mercato argentino offriva maggiori possibilità con una grande comunità di italiani serviti da diversi organi di stampa in lingua italiana, tra cui a quel tempo un quotidiano. In considerazione di ciò Gaetano Cario lanciò l'edizione argentina dell'Eco d'Italia nel 1965.
Visto il successo dell'edizione argentina Cario vi si trasferì e vi aprì una tipografia. L'Eco d'Italia oltre all'edizione argentina continua a pubblicare l'edizione uruguayana. Col tempo si sono aggiunte l'edizione brasiliana, cilena e peruviana.

## Proprietà
L'Eco d'Italia è di proprietà della Cario Editore che pubblica altri otto settimanali in lingua italiana: Campania, Corriere della Sicilia, Il Gazzettino Calabrese e Meridiano Giuliano a Buenos Aires; Italia Viva a Mar del Plata; Panorama Italiano a La Plata; L'Italia del Popolo a San Paolo del Brasile; La Voce d'Italia a Porto Alegre.